# Shahin Diniyev
Shahin Diniyev (en azéri : Şahin Diniyev), né le 12 juillet 1966 à Beylagan en Azerbaïdjan, est un footballeur international azerbaïdjanais, devenu entraîneur à l'issue de sa carrière, qui évoluait au poste de milieu de terrain.

## Biographie
Shahin Diniyev est né le 12 juillet 1966 dans le district de Beylagan. À l'âge de 17 ans, il a été admis à l'Académie nationale de l'éducation physique et du sport d'Azerbaïdjan.
Ses fils, Karim Diniyev et Joshgun Diniyev, sont des joueurs de football, et son neveu, Ramil Diniyev, est un ancien arbitre.

### Carrière internationale
Shahin Diniyev compte 16 sélections avec l'équipe d'Azerbaïdjan entre 1992 et 1996. 
Il est convoqué pour la première fois par le sélectionneur national Alakbar Mammadov pour un match amical contre la Géorgie le 17 septembre 1992 (défaite 6-3). Il reçoit sa dernière sélection le 27 mai 1996 contre la Biélorussie (2-2).

### Carrière d'entraîneur
Shahin Diniyev dirige l'équipe d'Azerbaïdjan entre 2006 et 2007, sur un total de 20 matchs. Son bilan à la tête de l'équipe nationale est de 4 victoires, 7 matchs nuls et 9 défaites.
En décembre 2022, Diniyev a été nommé entraîneur principal du club Sabail. Le 3 novembre 2024, il a annoncé sa démission de son poste d'entraîneur principal au club.